# خانه رقصان

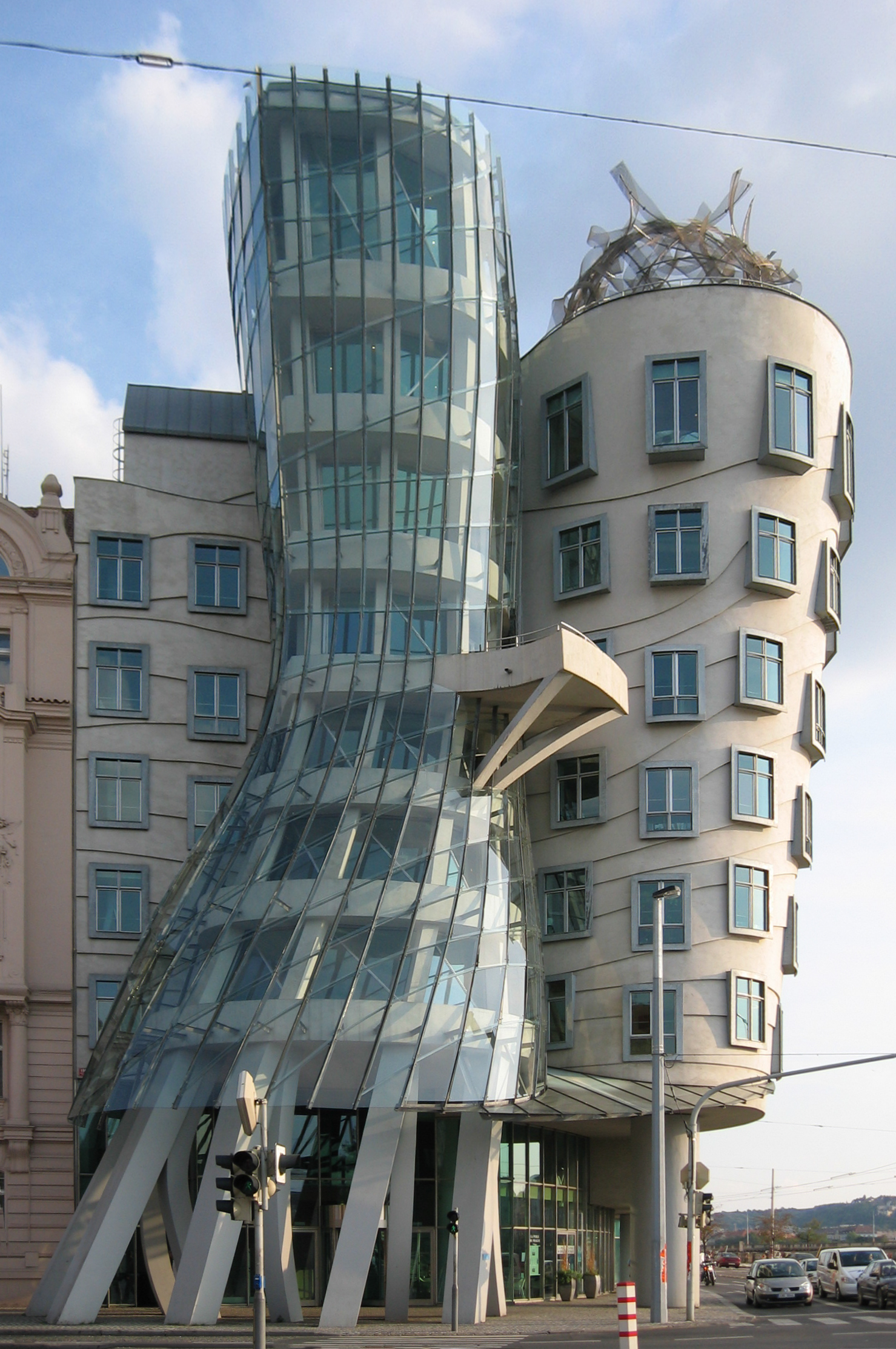

خانه رقصان ساخت ۱۹۹۶ نام یک ساختمان معروف در شهر پراگ است. معمار این ساختمان فرانک گری آمریکاییست.
این ساختمان برداشتی است از رقص‌های معروف فردی آستیر و جینجر راجرز.